# Lycaeides fridayi
Lycaeides fridayi är en fjärilsart som beskrevs av Ralph L. Chermock 1944. Lycaeides fridayi ingår i släktet Lycaeides och familjen juvelvingar. Inga underarter finns listade i Catalogue of Life.